# Lars Mohlin
Lars Mohlin, född 1962, är en svensk journalist. Sedan 2012 är Mohlin chefredaktör för Ystads Allehanda där han även driver en blogg. 2008–2011 var Mohlin chefredaktör för Kvällsposten i Malmö och ingick då i tidningen Expressens redaktionsledning.